# Lumiconger arafura
Lumiconger arafura – gatunek morskiej ryby węgorzokształtnej z rodziny kongerowatych (Congridae). Reprezentuje monotypowy rodzaj Lumiconger. Został opisany naukowo przez Castle'a i Paxtona w 1984. Występuje w Indo-Pacyfiku na głębokościach 27–104 m p.p.m. Spotykany na miękkim podłożu szelfu kontynentalnego. Dorosłe osobniki tego gatunku osiągają maksymalnie około 26 cm długości całkowitej (TL). 
Według stanu ze stycznia 2019 gatunek ten nie figuruje w Czerwonej księdze gatunków zagrożonych Międzynarodowej Unii Ochrony Przyrody (IUCN).